# Call of Duty: Modern Warfare 2
Call of Duty: Modern Warfare 2 (zkratka CoD: MW2) je v pořadí šestý díl úspěšné série 3D akčních her Call of Duty a druhý díl minisérie Modern Warfare. Jak už sám název napovídá, jedná se volné pokračování hry Call of Duty 4: Modern Warfare. Šestý díl je opět od tvůrců z Infinity Ward, která vytvořila všechny předchozí díly, kromě třetího a pátého dílu.

## Příběh
Děj se odehrává v roce 2016. Ultranacionalisté vyhráli občanskou válku v Rusku a rusko-americké vztahy se výrazně ochladily. Imran Zakhaev, antagonista ze čtvrtého dílu, je prohlášen hrdinou nového Ruska a je mu vystavena socha na Rudém náměstí. Mezitím Američané bojují s pozůstatky rebelů Khaleda al-Asada v Afghánistánu. Tamějším jednotkám velí generál Shepherd. Shepherd pověří seržanta Foleyho tím, aby pro něj vyhledal nejlepšího vojáka pro speciální operaci. Po velkém úspěchu při dobytí afghánského města si Shepherd vybere vojína Allena. Allen se poté stal členem prominentní Task Force 141. Zbytek tohoto týmu se v té době nachází v Kazachstánu a vede jej kapitán John „Soap“ MacTavish, hlavní protagonista z minulého dílu. Pod jeho velením se hráč ujímá role Garyho „Roache“ Sandersona a jejich cílem je získat ACS modul z vojenské základny kontrolované ultranacionalisty. Tým modul získá a podaří se mu utéct. Mezitím byl Allen převelen do CIA jako tajný agent, jehož úkolem je infiltrovat teroristickou buňku Vladimira Makarova, bývalého prvního muže Zakhaeva a ultranacionalisty. Shepherd nařídí Allenovi podílet se na jedné z Makarovových akcí, aby si získal jeho důvěru. Allen se tedy, pod jménem Alexei Borodin, s Makarovem podílí na teroristickém útoku na moskevském letišti. Po akci se ukáže, že Makarov celou dobu o Allenově napojení věděl a zastřelil ho.
Allenovo mrtvé tělo prokáže zapojení CIA do útoku. Rozhořčená ruská vláda zareaguje invazí do Spojených států. Poněvadž se Rusům podařilo ACS hacknout, než je Roach a Soap získali, ruská armáda se bez problému vysadila na Aljašce a na obou pobřežích. Shepherd pošle Task Force 141 do brazilského Rio de Janeira, aby dopadli Alejandra Rojase, Makarovova distributora zbraní, aby dokázali americkou nevinu. Rojase dopadnou a za pomoci ruského loajalisty Nikolaie se evakuují. Novým cílem Task Force je Petropavlovský gulag, kde se nachází vězeň 6-2-7, Makarovův nemesis. Vězeň je ve skutečnosti kapitán Price, bývalý Soapův nadřízený a učitel. V Americe se ruská armáda dostala až do Washingotnu D.C. a dobyla Bílý dům. Price zatím přišel s plánem zvrátit průběh války detonací EMP bomby nad východním pobřežím.
Přes Shepherdův nesouhlas Price odpálí rakety z ruské ponorky a na celém pobřeží je zničena elektronika. Během chaosu se podaří Foleyho batalionu znovu dobýt Bílý dům a odvrátit strategické bombardování Washingtonu, které by zničilo i Bílý dům. Shepherd zjistil že Makarov se nachází buď ve vile v Gruzii nebo na letišti v Afghánistánu. Roach s Ghostem, dlouhodobým spolubojovníkem, Ozonem a Scarecrowem se vydají do Gruzie a Soap s Pricem do Afghánistánu. Roach a Ghost nenajdou Makarova, ale získají informace. Shepherd, vlastnící žoldáckou Shadow Company, ale Task Force zradí a Roache a Ghosta zabije. Soap a Price jsou pod útokem žoldáků, ale Nikolai jim pomůže utéct. Oba se kvůli Shepherdově vlivu stanou celosvětově hledanými, tak Price kontaktuje Makarova a získá od něj Shepherdovu lokaci. Soap s Pricem na skrýš zaútočí a podaří se jim sestřelit vrtulník se Shepherdem a všichni ztroskotají na afghánské poušti. Tady Shepherd Soapa téměř smrtelně bodne a vysvětlí mu, že se mstí za mariňáky, jež zahynuli při výbuchu atomové bomby na blízkém východě v minulé válce. Vtom ho Price přepadne a Soap Shepherda zabije. Nikolai nakonec oba evakuuje do indického Pradéše kde jsou čeští vojáci.

## Hratelnost
Jak tomu bylo i v předchozích dílech, hráči se dostane do rukou celá řada zbraní. Od základní M4A1 až po modifikovanou odstřelovací pušku M14 nebo vámi řízený vyzbrojený bezpilotní letoun MQ-1 Predator. Na rozdíl od Modern Warfare z roku 2007 nemá hráč možnost naklánět se doleva a doprava ze zákrytu. Herní doba Singleplayerové kampaně se pohybuje okolo 6 hracích hodin. Novinkou ve hře je mod Special Ops, který dává možnost i s dalším hráčem hrát nové mise.